# ネイサン・ロバーツ
ネイサン・ロバーツ（Nathan Roberts, 1982年3月24日 - ）は、アメリカのユタ州オグデン出身のモーグルスキーヤーである。

## 人物
世界選手権シングルで優勝するなどの活躍をした選手で、同い年のジェレミー・ブルーム、トラビス・メイヤー、1歳下のトラビス＝アントン・キャブロウらと共にアメリカの黄金世代、ドリームチームなどと呼ばれた。エアリアルの経験者であり、フルツイスト（バックフル）などモーグルの選手はあまり使わないエアリアルの技を得意とする。

## 経歴
3歳でスキーを始め、7歳でモーグルを始める。スキーの専門学校に通い、卒業すると2002-2003シーズンにノースアメリカンカップで優勝や2位など幾つかの好成績を収め、同シーズンの1月にワールドカップへ初出場する。初出場のシーズンは全て二桁の順位に終わったが、翌年の2003-2004シーズンは第2戦で5位と表彰台に迫ったかと思うと次の第3戦でシングル初優勝を果たした。デュアルでも2位に入るなど好成績を収め、シングルとデュアルの総合で5位になった。2004-2005シーズンはデュアルでの初優勝を果たす。シングルでも2位を獲得するなど、全10戦中の7戦で一桁の順位に入り、総合で自己最高となる3位になった。
シングルのみではあるが、同シーズンに行なわれた世界選手権にも出場した。世界選手権初出場ながら上位3名が0.15ポイント差という接戦を制して優勝した。2005-2006シーズンはシーズン半ばにトリノオリンピックが行なわれ、アメリカの選手にとってワールドカップはオリンピックの出場枠を争う大会ともなった。アメリカの出場枠は4人だったが、これをジェレミー・ブルーム、トビー・ドーソン、トラビス＝アントン・キャブロウ、トラビス・メイヤー、デビッド・バビックらと争い、デビッド・バビックを除く全員がワールドカップ総合優勝や世界選手権優勝の実績を持つ実力者であり、選考は熾烈を極めた。
勝者に無条件で出場枠が与えられるアメリカ国内の選考大会で優勝したジェレミー・ブルーム、同シーズンのワールドカップ表彰台に上がったトビー・ドーソン、トラビス・メイヤー、同シーズンのワールドカップ4位が最高のトラビス＝アントン・キャブロウが選ばれ、同シーズンのワールドカップ6位が最高だったネイサン・ロバーツは、前年の世界選手権シングル優勝という実績がありながらもオリンピックの代表には選ばれなかった。オリンピック直前の第8戦で3位表彰台に登るが、代表は決定した後であり、既に遅かった。オリンピック後のワールドカップは欠場するが、翌シーズンも現役を続行、オリンピックに出場した前述の4人がオリンピック後に引退する中、実績のある選手としてアメリカチームを牽引する事になった。2006-2007シーズンは初のシーズン2勝を挙げるが、優勝争いをするには至らず、総合4位に終わった。同シーズンに行なわれた世界選手権にも出場した。デイル・ベッグ＝スミスに僅か0.02ポイント及ばず、銀メダルは逃したが、3位表彰台に上がり、銅メダルを獲得した。2007-2008シーズンは2位表彰台に2度上がったが、優勝は無く、総合も6位とやや順位を落した。2009-2010シーズン、バンクーバーオリンピックの代表選手に選ばれ、オリンピックに初出場したが、結果は19位に終わった。

## 主な成績

### ノースアメリカンカップ
- 2002-2003シーズン　4戦1勝、2位1回

### ワールドカップ

#### 戦績表
| シーズン  | シングル | シングル | シングル | シングル | シングル | シングル | デュアル | デュアル | デュアル | デュアル | デュアル | デュアル | シングル デュアル 統合成績 | オーバーオール 総合成績 |
| シーズン  | 大会数   | 出場数   | 1位      | 2位      | 3位      | 総合成績 | 大会数   | 出場数   | 1位      | 2位      | 3位      | 総合成績 | シングル デュアル 統合成績 | オーバーオール 総合成績 |
| --------- | -------- | -------- | -------- | -------- | -------- | -------- | -------- | -------- | -------- | -------- | -------- | -------- | -------------------------- | ----------------------- |
| 2002-2003 | 10戦     | 3戦      | 最高18位 | 最高18位 | 最高18位 | 40位     | 3戦      | 1戦      | 最高33位 | 最高33位 | 最高33位 |          | -                          |                         |
| 2003-2004 | 11戦     | 11戦     | 1回      |          |          | -        | 3戦      | 3戦      |          | 1回      |          | -        | 5位                        | 23位                    |
| 2004-2005 | 8戦      | 8戦      |          | 1回      |          | -        | 3戦      | 3戦      | 1回      |          |          | -        | 3位                        | 8位                     |
| 2005-2006 | 11戦     | 6戦      |          |          | 1回      | 5位      |          |          |          |          |          |          | -                          | 24位                    |
| 2006-2007 | 7戦      | 7戦      | 2回      |          |          | -        | 3戦      | 3戦      | 最高6位  | 最高6位  | 最高6位  | 5位      | 4位                        | 8位                     |
| 2007-2008 | 7戦      | 7戦      |          | 1回      |          | -        | 3戦      | 3戦      |          | 1回      |          | -        | 6位                        | 17位                    |
| 2008-2009 | 5戦      | 0戦      |          |          |          | -        | 4戦      | 1戦      | 最高14位 | 最高14位 | 最高14位 | -        | 40位                       | 153位                   |
| 通算成績  | -        | 44戦     | 3回      | 2回      | 1回      | -        | -        | 14戦     | 1回      | 2回      | -        | -        | -                          |                         |

#### 優勝歴
- 2003-2004シーズン　
  - シングル:第3戦マドンナ・ディ・カンピーリオ（イタリア）優勝
- 2004-2005シーズン　
  - デュアル:第1戦ファーニー（カナダ）優勝
- 2006-2007シーズン　
  - シングル:第2戦ディアバレー（アメリカ）優勝、第4戦リステル（日本）優勝

### 世界選手権
- 2005年ルカ大会
  - シングル優勝
- 2007年マドンナ・ディ・カンピーリオ大会
  - シングル3位

### オリンピック
- 2010年バンクーバーオリンピック 19位